# Émile Roux
Pierre Paul Émile Roux (Confolens, 17 dicembre 1853 – Parigi, 3 novembre 1933) è stato un medico, microbiologo e infettivologo francese, uno dei più stretti collaboratori di Louis Pasteur, cofondatore dell'Istituto Pasteur.

## Biografia
Emile Roux fu il più famoso “pastoriano”, termine coniato nel 1895 da un giornalista che lo attribuì a quel gruppo di scienziati guidati da Pasteur. Roux nacque da Jean Roux e da Martha Pintaud, entrambi provenienti dalla piccola borghesia, rimase orfano di padre all'età di 9 anni, ma fu accolto dalla sorella più grande che lo aiutò nella sua crescita. Nel 1872 si iscrisse alla facoltà di medicina dell'università di Clermont-Ferrand e dal 1874 proseguì gli studi universitari a Parigi dove incontrò il suo mentore, il chimico Émile Duclaux, che notando la grande inclinazione di Roux alla scienza medica dimostrata nella sua tesi (completata poi nel 1877), lo affiderà a Pasteur.

## Lo sviluppo dei primi vaccini
Nel 1878 fu assunto da Pasteur come assistente nel laboratorio dell'École normale supérieure, cooperando in ricerche fondamentali sul colera dei polli, sul carbonchio, sulla rabbia, con la realizzazione di vaccini per mezzo di agenti patogeni attenuati. Con Pasteur, infatti, Roux scoprì che l'inoculazione di pecore e capre con ceppi di Bacillus anthracis attenuati proteggeva l'animale dalla successiva inoculazione di ceppi virulenti del bacillo. Nel 1883 presentò la tesi di laurea in medicina intitolata Des Nouvelles Acquisitions sur la Rage, in cui descriveva le ricerche sulla rabbia effettuate con Pasteur a partire dal 1881, che condussero allo sviluppo delle prime vaccinazioni contro la rabbia. Lo stesso anno, Roux, con i colleghi Edmond Nocard, Louis Thuillier e Isidore Straus, si recò in Egitto per studiare un'epidemia di colera scoppiata da poco. Thuillier morì per aver contratto il colera e il gruppo francese ritornò in patria senza essere stato in grado di identificare il germe patogeno, che venne invece identificato ad Alessandria da un gruppo di studio tedesco guidato da Robert Koch. Questo periodo di intenso lavoro però fu anche un periodo di forte tensione tra lui e Pasteur, in quanto Roux era spesso in disaccordo con quello che percepiva dal maestro.
Dal 1883 al 1888 iniziò a interessarsi anche di problemi amministrativi, dirigendo una succursale del laboratorio di Pasteur situato a rue d'Ulm. Nel 1889, con lo svizzero Alexandre Yersin, Roux identificò nella tossina difterica il fattore di virulenza del Corynebacterium diphtheriae; questa scoperta, assieme agli studi di Emil von Behring sull'antitossina difterica portò allo sviluppo della prima terapia efficace contro la difterite. Assieme a Il'ja Il'ič Mečnikov studiò la lue sui primati. Nel 1904 divenne direttore dell'Istituto Pasteur, incarico che conservò per tutta la vita.

## La sieroterapia e vaccino anti-difterite
Roux attraverso le sue ultime scoperte mancò il Nobel per un soffio. Con Alexandre Yersin lui dimostrò nel 1889 che l'espressione virulenta della difterite, una piaga infantile in quegli anni, è provocata da una tossina, prodotta dal batterio scoperto da Klebs e Loeffler,  che entra nel sangue ed è responsabile della paralisi, del gonfiore necrotico e dell'ostruzione della gola. Nel 1891 lui testò l'effetto curativo del siero antidifterite, sviluppato sui cavalli da Emil Behering su una popolazione di bambini malati ricoverati in ospedale confrontandoli con un campione di altri bambini non trattati di un altro ospedale. Il risultato positivo, che Roux portò al Congresso di Budapest nel 1894, è stato valutato come il primo efficace trattamento contro la difterite. A quel punto la sieroterapia, messa a punto da Behring, entrò a far parte della pratica medica.

## La sua carriera da politico-ricercatore

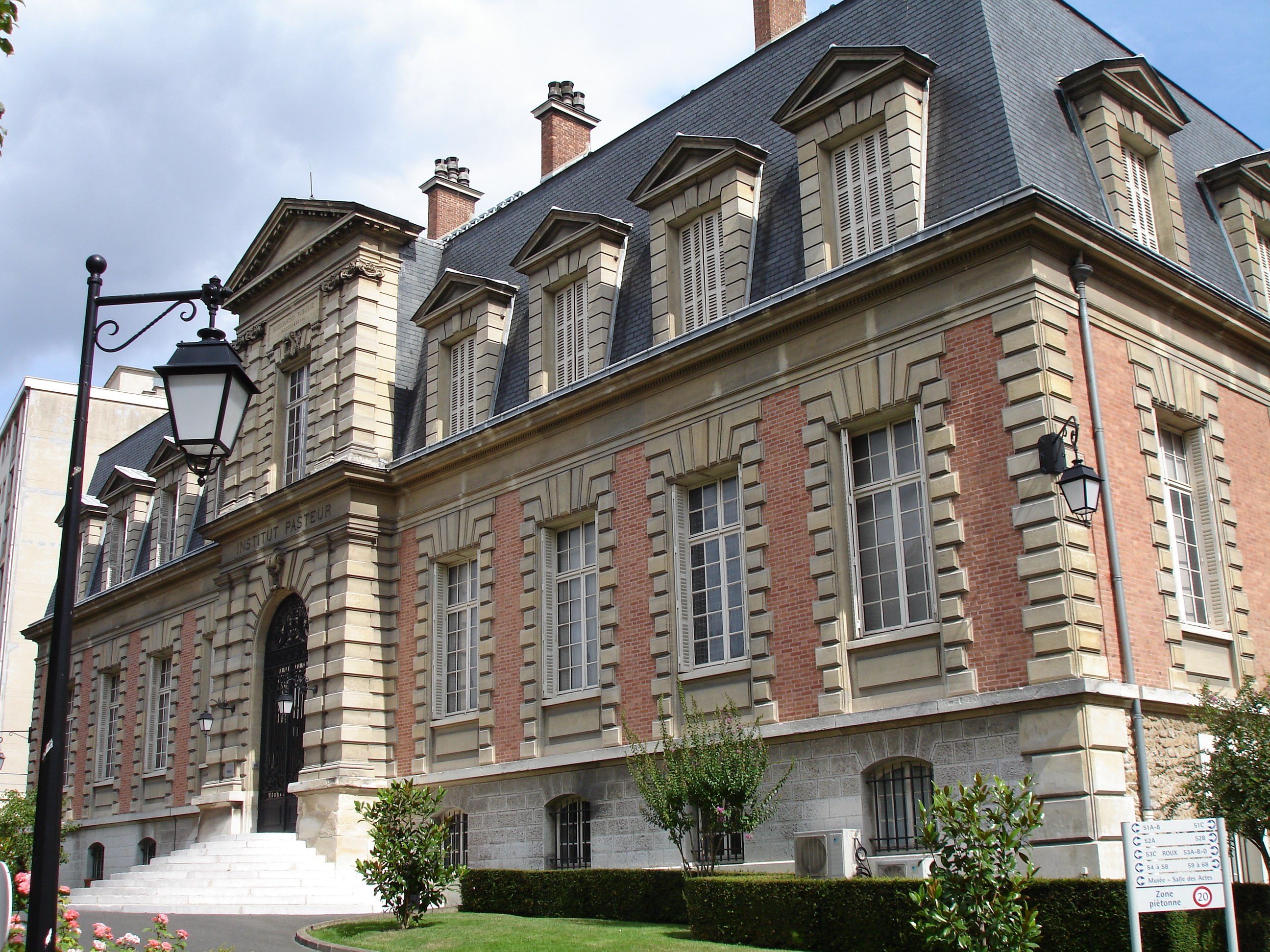
Prima sede dell'Istituto Pasteur a Parigi

Dopo la morte di Pasteur, Roux si dedicò alla gestione delle ricerche all'Istituto Pasteur. Nonostante collaborò nel 1905 con il suo amico Elie Mechnikov nella ricerca della sifilide nelle scimmie, in questo periodo Roux gradualmente ridusse le sue ricerche scientifiche. Nel 1904 diventò direttore generale del Pasteur Institute, posizione che mantenne per 30 anni fino alla sua morte. Intraprese la duplice sfida di promuovere la ricerca medico-scientifica sia nella casa madre a Parigi, così come nella rete degli emergenti Istituti Pasteur di colonie francesi e all'estero. Ha insegnato nel “gran cours”, nel quale si sono formati generazioni di grandi batteriologi. In Francia, Roux ha goduto di una posizione unica di prestigio e competenza. È stato membro dell'Accademia delle Scienze e dell'Accademia della medicina. Fu presente a tutti i comitati che si occupavano d'igiene, ed ha contribuito in qualità di esperto all'approvazione dei vaccini e di sieri preventivi e curativi. Ha promosso, grazie alle sue conoscenze, la diffusione del BCG (bacillo di Calmette-Guérin, un vaccino contro la tubercolosi), ed ha condiviso lo sgomento di Albert Calmette, quando, nel 1929, arrivò la notizia del disastro di Lubecca, dove 72 bambini sono morti dopo la vaccinazione con materiale contaminato.

## Politica gestionale di Roux
Roux ha concentrato le sue energie sul mantenimento di una famiglia scientifica ed alla condivisione di obiettivi intellettuali. Ha affrontato i suoi vari compiti con finanze limitate e personale amministrativo interno. La sua dedita e presente direzione, unita ad un comportamento ascetico, ha nutrito la sua leggenda come un santo scientifico (anche se lui stesso sembrava essere stato un agnostico). Quasi alla fine della sua carriera, però fu aspramente criticato dai colleghi, come Charles Nicolle, che ha interpretato come sbagliata la gestione di Roux e che avrebbe provocato il declino dell'Istituto Pasteur prima della seconda guerra mondiale. Émile Lagrange ha ritratto un uomo intrappolato da una leggenda che egli stesso aveva contribuito a creare. Nessuna biografia riesce ad affrontare tutti gli aspetti di questo uomo versatile e ricco di sfaccettature, infatti la maggior parte della sua intrecciata “storia” non è ancora disponibile e questa lacuna priva gli storici della documentazione necessaria per una nuova valutazione della sua “poliedrica” figura. Fu un personaggio originale ed appassionato ai propri studi, che portava il peso di una tradizione che era un misto di arcaismo e modernità.